# Université pédagogique d'État de l'Altaï
L'université pédagogique d'État de l'Altaï (en russe : Алтайский государственный педагогический университет) est un établissement d'enseignement supérieur situé à Barnaoul, capitale administrative du kraï de l'Altaï en Russie. L'établissement est fondé en 1933.

## Instituts et facultés
- Institut de culture physique et sport
- Institut d'enseignement additionnel
- Institut d'enseignement physique et mathématique
- Institut linguistique (jusqu'en 2002 faculté des langues étrangères)
- Institut de psychologie et pédagogie
- Faculté d'enseignement pré-universitaire
- Faculté d'histoire
- Faculté de philologie